# پاسی، ایلویلو
پاسی، ایلویلو (به لاتین: Passi, Iloilo) یک منطقهٔ مسکونی در فیلیپین است که در ایلوئیلو واقع شده‌است.

## خصوصیات
پاسی ۲۵۱٫۳۹ کیلومترمربع مساحت و ۷۹٬۶۶۳ نفر جمعیت دارد.